# فوکاس
فوکاس یا فُکاس (به لاتین: Flavius Phocas Augustus، به یونانی: Φωκάς) از سال ۶۰۲ تا سال ۶۱۰ امپراتور بیزانس بود. او فرماندهی شورشی را بعهده داشت که به خلع و کشته شدن موریکیوس امپراتور قبلی انجامید.
خسرو پرویز امپراتور ایران که برای بازپس‌گیری قدرت از بهرام چوبین مورد حمایت موریکیوس واقع شده بود و بخاطر وصلت با دخترش مریم، با امپراتور قبلی پیوند خانوادگی داشت، بعد از کشته شدن او وارد جنگ با بیزانس شد. این جنگها فتوحات بسیاری را برای سپاه خسرو پرویز دربرداشت.
در سال ۶۰۸ میلادی استاندار کارتاژ در شمال آفریقا که هم خود و هم پسرش هراکلیوس، نامیده می‌شدند، علیه فوکاس قیام کردند. در سال ۶۱۰ هراکلیوس جوان که به قصد تصرف کنستانتینوپل پایتخت بیزانس حرکت کرده و تا حومهٔ شهر پیشروی کرده بود، با نمایندگان اشراف بیزانس دیدار کرد و در طی توافقی به عنوان امپراتور جدید بیزانس انتخاب شد.
فوکاس پس از دستگیری به دست خود هراکلیوس گردن زده شد.
| پیشین: موریکیوس | امپراتور بیزانس ۶۰۲–۶۱۰ میلادی | جانشین: هراکلیوس |